# Републикански път III-3005
Републикански път IIІ-3005 е третокласен път, част от Републиканската пътна мрежа на България, преминаващ по територията на Плевенска и Ловешка област. Дължината му е 44,9 km.
Пътят се отклонява наляво при 97,4 km на Републикански път I-3 западно от село Ясен, преминава през центъра на селото, завива на юг, пресича река Вит и продължава нагоре по долината на реката, а след това и по западните ниски и хълмисти части на Плевенските височини. В този си участък пътят преминава последователно през селата Дисевица, Търнене, Градина, Петърница, Бъркач и Беглеж и навлиза в Ловешка област. Тук при село Катунец слиза в дълбоката проломна долина на Катунецка река и изкачва се по долината ѝ през западните части на Ловчанските височини и източно от село Орляне се свързва с Републикански път III-3504 при неговия 15 km.
| Пътища, отклоняващи се надясно (населено място, № на пътя, посока на пътя)   | km   | Пътища, отклоняващи се наляво (посока на пътя, № на пътя, населено място) |
| ---------------------------------------------------------------------------- | ---- | ------------------------------------------------------------------------- |
| Община Плевен, Област Плевен, I-3, 97,4 km ← (до с. Гложене) III-305, 0 km ← | 0,0  | ← 97,4 km, I-3, Област Плевен Община Плевен .                             |
| с. Ясен                                                                      | 1,9  | с. Ясен                                                                   |
| с. Дисевица                                                                  | 5    | с. Дисевица                                                               |
| с. Търнене                                                                   | 6,6  | → с. Търнене, общински път (за с. Къртожабене)                            |
| Община Долни Дъбник                                                          | 10,1 | Община Долни Дъбник                                                       |
| (за 6,6 km на III-305) общински път, с. Градина ←                            | 13,2 | с. Градина                                                                |
| (за с. Крушовица) общински път ←                                             | 15,2 |                                                                           |
| с. Петърница                                                                 | 16,3 | с. Петърница                                                              |
| (за с. Садовец) общински път, с. Бъркач ←                                    | 21,4 | с. Бъркач                                                                 |
| Община Плевен                                                                | 26,9 | Община Плевен                                                             |
| с. Беглеж                                                                    | 28,3 | ← с. Беглеж, 18,2 km, III-3502 (от с. Брестовец)                          |
| (до с. Ъглен) III-3502, 19,4 km ←                                            | 29,5 |                                                                           |
| Община Угърчин, Област Ловеч                                                 | 31   | Област Ловеч Община Угърчин                                               |
| с. Катунец                                                                   | 36   | с. Катунец                                                                |
| (за с. Каленик) общински път ←                                               | 39,5 |                                                                           |
| Община Ловеч                                                                 | 43,7 | Община Ловеч                                                              |
| (до гр. Угърчин) III-3504, 15 km ←                                           | 44,9 | ← 15 km, III-3504 (от гр. Ловеч)                                          |

Забележка
1. ↑  На протежение от 1,2 km (от km 28,3 до km 29,5) Републикански път IIІ-3005 се дублира с Републикански път III-3502 (от km 18,2 до km 19,4)